# Mortal Kombat (film, 1995)
A Mortal Kombat 1995-ben bemutatott amerikai harcművészeti fantasy-akciófilm, melyet Kevin Droney forgatókönyvéből Paul W. S. Anderson rendezett. Ez volt az azonos című videójáték-franchise alapján készült Mortal Kombat-filmsorozat első része. A főszerepben Christopher Lambert, Robin Shou, Bridgette Wilson, Linden Ashby, Cary-Hiroyuki Tagawa és Talisa Soto látható.
A film középpontjában egy csapatnyi hős áll, akik részt vesznek a névadó Mortal Kombat harcművészeti tornán, hogy megvédjék a Földet az azt fenyegető sötét erőktől. Története elsősorban az eredeti 1992-es videójátékot adaptálja, miközben a Mortal Kombat II (1993) játék elemeit is felhasználták.
Premierje 1995. augusztus 18-án volt az Amerikai Egyesült Államokban. A film általánosságban vegyes kritikákat kapott: dicsérték a harcművészeti jeleneteket, az adaptáció hangulatát és a technikai megoldásokat, azonban kritizálták a színészi alakításokat, a forgatókönyvet és a videójátékokhoz képest visszafogott erőszakot. A vegyes kritikai értékelések ellenére a sorozat rajongói kedvezően fogadták. Bevételi szempontból is sikeres lett, ugyanis a 17 millió dolláros költségvetésével szemben több mint 122 milliós bevételt gyűjtött.
1997-ben debütált mozifilmes folytatása Mortal Kombat 2. – A második menet címmel. Két televíziós sorozat is követte: a Mortal Kombat: A birodalom védelmezői (1996) című animációs, valamint az eredeti film előzményeit bemutató Mortal Kombat: Conquest (1998–1999) című élőszereplős sorozat. A folytatások azonban nem tudták megismételni az 1995-ös film sikerét. A filmsorozatot a 2021-ben bemutatott azonos című reboot filmmel indították újra.

## Cselekmény
A halandók feletti hatalom immár kilenc generáció óta egy mágus kezében van. Amennyiben a tizedik alkalommal is ő nyeri meg a Mortal Kombat nevű versenysorozatot, úgy a világ elpusztul és a hatalmat a Gonosz veszi át. A Föld megmentéséért három harcosnak kell beneveznie a küzdelemre és legyőzni az ellenfelet: ők Johnny Cage, az egoista akcióhős (Linden Ashby), Sonya Blade, a szépséges különleges ügynök (Bridgette Wilson), valamint a bosszúéhes Liu Kang (Robin Shou).

## Szereplők
| Szerep                   | Színész                  | Magyar hang      | Leírás |
| ------------------------ | ------------------------ | ---------------- | --- |
| Raiden nagyúr            | Christopher Lambert      | Mihályi Győző    | A mennydörgés istene és a Föld védelmezője, aki a harcosokat segíti útjuk során. Segíteni kíván a hősöknek a Föld védelmében, de mivel ő maga nem halandó, nem vehet részt a tornán, csak tanácsot adhat nekik, és cselekedhet a csalások megakadályozása érdekében. |
| Liu Kang                 | Robin Shou               | Lippai László    | Egykori Shaolin szerzetes, aki meg akarja bosszulni testvére halálát. Kitana szerelme, és ott van az elsők között, akin észreveszik a nő rokonszenvét a Föld iránt.                                                                                                  |
| Johnny Cage              | Linden Ashby             | Rékasi Károly    | hollywoodi szupersztár, aki elindul a tornán, hogy bebizonyítsa a világ számára harcművészeti képességeit. |
| Shang Tsung              | Cary-Hiroyuki Tagawa     | Reviczky Gábor   | Nagy hatalommal bíró, szadista és alattomos démonvarázsló, ő a film negatív főszereplője, aki megöli Liu Kang testvérét, Chant. |
| Sonya Blade              | Bridgette Wilson-Sampras | Földesi Judit    | Az amerikai különleges erők tisztje, aki üldözi Kanót, miután az megölte társát. |
| Kitana                   | Talisa Soto              | Prókai Annamária | A Külvilág császárának örökbefogadott lánya, aki úgy dönt, segít a földi harcosoknak. Vonzódik Liu Kanghez, aki viszonozza szerelmét és megfogadja a tanácsát, hogy továbbmenjen.                                                                                    |
| Kano                     | Trevor Goddard           | Németh Gábor     | Ausztrál alvilági bandavezér, aki szövetkezik Shang Tsunggal. |
| Scorpion (Hanzo Hasashi) | Chris Casamassa          | nem szólal meg   | Élőhalott harcos, Sang Tsung irányítása alatt. |
| Sub-Zero (Bi-Han)        | François Petit           | nem szólal meg   | Fagyasztásra képes harcos, Sang Tsung irányítása alatt. |
| Reptile (Syzoth)         | Keith H. Cooke           | nem szólal meg   | Hüllőszerű lény, Sang Tsung szolgája. |
| Goro                     | Kevin Michael Richardson | Hankó Attila     | Shokan földalatti birodalmának hercege és a Külvilág seregeinek tábornoka. Goro a Mortal Kombat címvédő bajnoka. |
| Jax Briggs               | Gregory McKinney         | Garai Róbert     | Sonya partnere a különleges erőknél. |
| Chan Kang                | Steven Ho                | Bolba Tamás      | Liu Kang öccse. |
| főszerzetes              | John Fujioka             | Komlós András    | |